# Fondo de Ayuda para los Niños Palestinos
El Fondo de Ayuda a los Niños Palestinos ( Palestine Children's Relief Fund, PCRF ) es una organización no gubernamental 501(c)(3) establecida en 1991 por "personas de los EE.UU. que querían ayudar en la crisis médica y humanitaria a la que se enfrentan los jóvenes palestinos en Oriente Medio ".  Su principal objetivo es conectar a médicos de Estados Unidos y Europa para tratar de forma gratuita a niños que no encuentran tratamiento en Oriente Medio, gracias a lo cual ha podido ofrecer tratamiento médico internacional a más de 1.000 niños, tratando a cientos de miles en el interior de la Franja de Gaza. 
El PCRF fue fundado por Steve Sosebee, quien ejerce desde entonces de presidente de la organización. 

## Actividades humanitarias
El PCRF envía equipos médicos, suministros y personal para tratar casos difíciles y capacitar a cirujanos palestinos. La organización ha construido dos departamentos de cáncer pediátrico en Cisjordania y la Franja de Gaza,  donde, además, opera un programa de salud mental.
Además, varios niños heridos o enfermos están recibiendo tratamiento gratuito en Estados Unidos, que son alojados por voluntarios que ejercen de anfitriones o donantes.

## Historia

### 1991: establecimiento
El Fondo de Ayuda para los Niños Palestinos fue fundado en 1991 por Steve Sosebee, un periodista quien, tras trabajar un tiempo en Hebrón, decidió llevar a un niño palestino a Akron, Ohio, y cubrir sus gastos médicos. Poco después, Sosebee conoció a Huda al Masry, una trabajadora social palestina de la YMCA de Jerusalén, con quien se casó, y con quien decidió fundar la organización.

### 2004–07: Intento de donación de laFundación Tierra Santay el documentalOpen Heart
En 2004, la Fundación Tierra Santa, un grupo clausurado por el gobierno de Estados Unidos porque se sospechaba que canalizaba donaciones a organizaciones terroristas, intentó hacer una donación de 50.000 dólaresal PCRF. Steve Sosebee, su presidente, dijo entonces que, si recibía dicho donación, la aceptaría. Ese mismo año, la película para televisión de NBC Homeland Security presentó una escena en la que un investigador se refiereal PCRF como una organización terrorista y "una fachada para la Jihad Islámica". Como resultado, Sosebee recibió numerosas llamadas telefónicas y correos electrónicos preguntando cómo utiliza el PCRF sus fondos.
En respuesta, en 2006, el PCRF y el British Arts Council, produjo el documental de 22 minutos Open Heart . Dirigida por Claire Fowler, la película trata sobre un niño de nueve meses llamado Jamal con una enfermedad cardíaca congénita y los esfuerzos de su familia, un cirujano británico y el PCRF para brindarle tratamiento. 

### 2009-presente: el trabajo continúa
En 2009, al Masry murió de cáncer y Sosebee se mudó a Palestina con sus hijas. Allí, el PCRF construyó el primer departamento público de cáncer pediátrico en Belén y le puso el nombre de al Masry.  En 2016, Sosebee se casó con la oncóloga pediátrica Zeena Salman.  En febrero de 2019, el PCRF construyó un segundo departamento de cáncer, el primero de su clase en la Franja de Gaza.
Durante la crisis entre Israel y Palestina de 2021, algunos streamers de Twitch y YouTube realizaron eventos para recaudar fondos para el PCRF, en particular Vaush, que recaudó 292.284,71 dólares. El 17 de mayo de 2021, ataques aéreos israelíes dañaron las oficinas del PCRF en la ciudad de Gaza.

## Recepción
En septiembre de 2009, el PCRF recibió una calificación de cuatro estrellas por parte de Charity Navigator, un evaluador independiente de la gestión fiscal de organizaciones benéficas.
Ha recibido apoyo y respaldo del senador estadounidense Paul Sarbanes,  el ex congresista estadounidense Albert Wynn y el actor y humanitario Richard Gere.En octubre de 2006, el expresidente estadounidense Jimmy Carter emitió un vídeo apoyando a la organización.